# レオン・フェスティンガー
レオン・フェスティンガー（Leon Festinger, 1919年5月8日 - 1989年2月11日）は、認知的不協和の理論や社会的比較理論の提唱者として知られる、ユダヤ系アメリカ人の社会心理学者。

## 経歴
1919年、両親はもともとロシア系ユダヤ人で、アメリカへ移民し、レオンがニューヨークで誕生した。
1939年、ニューヨーク市立大学シティカレッジ卒業。1942年アイオワ大学で博士号を取得。
「社会心理学の父」と呼ばれるクルト・レヴィンにアイオワ大学で学び、影響を受ける。
アイオワ大学、ロチェスター大学、マサチューセッツ工科大学、ミネソタ大学、ミシガン大学、スタンフォード大学にて教壇に立つ。
1968年ニューヨーク市にあるニュースクール・フォー・ソーシャルリサーチに移り、1989年死去。

## 参照
- Leon Festinger, Henry W. Riecken, & Stanley Schachter, When Prophecy Fails: A Social and Psychological Study of a Modern Group that Predicted the End of the World, University of Minnesota Press, 1956, ISBN 1-59147-727-1 （日本語版：『予言がはずれるとき―この世の破滅を予知した現代のある集団を解明する 』, 水野博介訳, 勁草書房, 1995年, ISBN 4326101067）.

- Jon R. Stone (ed.). Expecting Armageddon: Essential Readings in Failed Prophecy (Routledge; 2000). ISBN 0-415-92331-X.
- Leon Festinger, A Theory of Cognitive Dissonance (Stanford University Press; 1957)（日本語版：『認知的不協和の理論―社会心理学序説』, 末永俊郎監訳, 誠信書房, 1965年, ISBN 4414302102）.

7